# Ivan Mauger

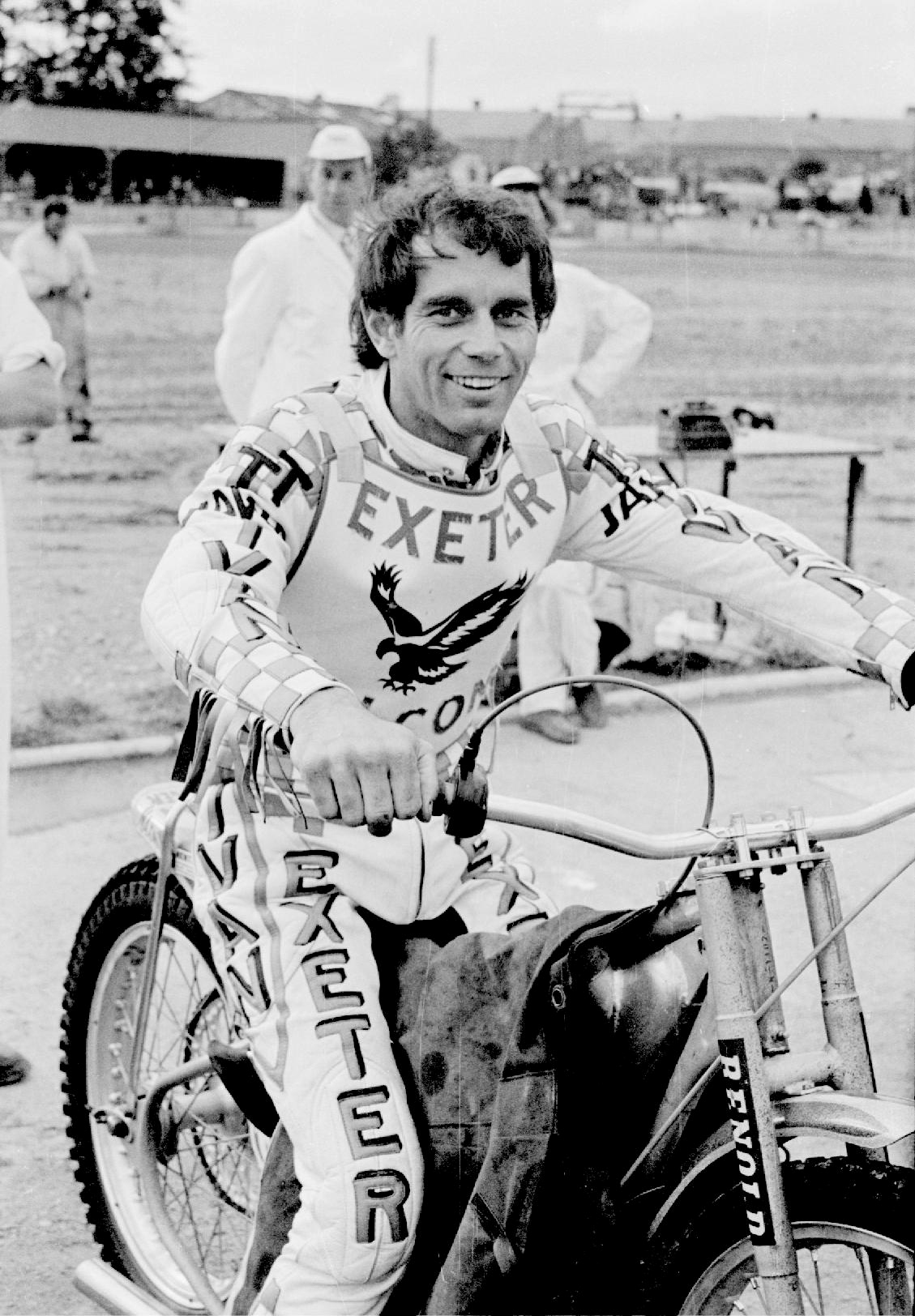
Ivan Mauger

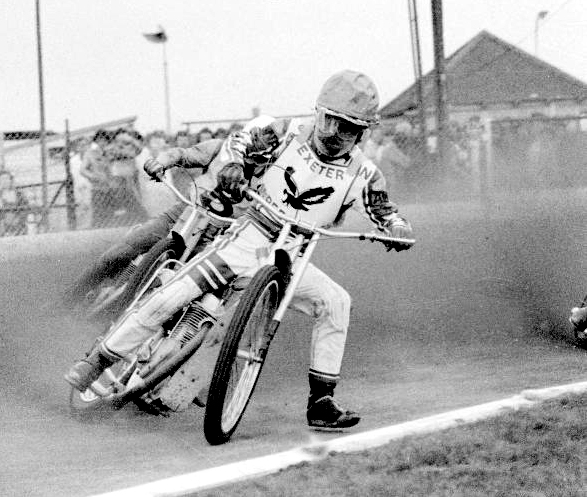
Ivan Mauger auf der Speedwaypiste

Ivan Mauger OBE (* 4. Oktober 1939 in Christchurch, Neuseeland; † 16. April 2018) war ein  neuseeländischer Bahnsportler. Er konzentrierte sich besonders auf die Langbahn und den Speedwaysport. Er gilt als einer der erfolgreichsten Bahnsportler überhaupt. Neben Tony Rickardsson ist er der einzige, der bei der Speedway-Einzel-Weltmeisterschaft sechs Titel erringen konnte. Zudem wurde er dreimal Langbahn-Weltmeister.
Seine ersten professionellen Speedwayrennen bestritt Mauger Ende der 1950er Jahre, als er während des Speedwaybooms in Neuseeland, der durch Erfolge von Ronnie Moore und Barry Briggs ausgelöst wurde, nach England ging. Dort wurde er von den Wimbledon Dons, einem Speedway-Club der ersten Liga, verpflichtet, war anfangs allerdings wenig erfolgreich. Zunächst ging er nach Neuseeland zurück. Sein Durchbruch gelang ihm, als er 1963 von den Newcastle Diamonds verpflichtet wurde und 1966 erstmals das Finale der Einzel-Weltmeisterschaft erreichte und den vierten Platz belegte. Der erste Titelgewinn gelang ihm dann 1968.
1984 beendete er seine Karriere. Danach war er als Promoter für Rennen aktiv.
Für seine sportlichen Erfolge wurde Mauger 1979 zum MBE und 1989 zum Order of the British Empire. Von den Lesern zweier bedeutender Fachzeitschriften wurde er zum Speedwayfahrer des Jahrhunderts gewählt. Zudem wurde er 1977 und 1979 zum Sportler des Jahres in Neuseeland ernannt und durfte beim Fackellauf zu den Olympischen Spielen 2000 in Sydney teilnehmen.

## Erfolge

### Einzel
- Speedway-Weltmeister: 1968, 1969, 1970, 1972, 1977, 1979
- Langbahn-Weltmeister: 1971, 1972, 1976
- Speedway-Europameister: 1966, 1970, 1971, 1975
- Neuseeländischer-Speedwaymeister: 1974, 1981
- Britischer-Speedwaymeister: 1968, 1970, 1971, 1972

### Team
- Speedway-Team-Weltmeister: 1968, 1971, 1972, 1979
- Speedway-Paar-Weltmeister: 1969, 1970